# Ronald Allen Harris
Ronald Allen Harris (ur. 8 lutego 1947 w Detroit, zm. 31 grudnia 1980 tamże) – amerykański bokser kategorii lekkiej i lekkopółśredniej.

## Igrzyska olimpijskie
W 1964 zdobył tytuł amatorskiego mistrza USA (AAU) w wadze lekkiej, dzięki czemu wystartował w letnich igrzysk olimpijskich w Tokio, gdzie zdobył brązowy medal w kategorii lekkiej (przegrał w półfinale z Józefem Grudniem).

## Kariera zawodowa
W latach 1965–1973 stoczył 30 walk zawodowych. Pierwsza zawodową walkę stoczył 7 maja 1965 roku. jego przeciwnikiem był Willie Cooper. Walkę wygrał przez KO w 6 rundzie. W kolejnej walce stoczonej w tym samym roku z Billym Lloydem zremisował. w kolejnych 3 latach stoczył 17 wygranych walk. Pierwszą porażkę poniósł 12 czerwca 1969 roku z Japończykiem Shinichim Kadotą. Po walce przez 2 lata nie walczył na zawodowym ringu. 29 października 1971 roku powrócił po 2 letniej przerwie pokonując przez nokaut Dona Cobbsa. W kolejnym roku stoczył 5 pojedynków. Ostatnią walkę  1972 roku przegrał z Alvinem Phillipsem.  W 1973 roku stoczył 4 walki. doznając 2 porażek. karierę zakończył przegranym pojedynkiem z Arturo Zunigą.